# Тозловка
Тозловка (чув. Хыр-Кешнер ) — река в России, протекает по Алатырскому району Чувашской Республике. Левый приток Бездны.

## География
Река Тозловка течёт на север через берёзовые и еловые леса западнее села Новые Айбеси. Устье реки находится в 40 км по левому берегу реки Бездна. Длина реки составляет 10,5 км, площадь водосборного бассейна — 31,1 км². Коэффициент густоты речной сети — 0,49 км/км². У реки 2 притока.

## Данные водного реестра
По данным государственного водного реестра России относится к Верхневолжскому бассейновому округу, водохозяйственный участок реки — Сура от Сурского гидроузла и до устья реки Алатырь, речной подбассейн реки — Сура. Речной бассейн реки — (Верхняя) Волга до Куйбышевского водохранилища (без бассейна Оки).
Код объекта в государственном водном реестре — 08010500312110000037774.